# عبير الطباع
عبير الطباع هي أستاذة في الهندسة المدنية والبيئية، والهندسة الجيوتقنية في جامعة كامبريدج. تعمل على المواد الذكية للبنية التحتية، وهي مديرة برنامج «البنية التحتية المستقبلية وبيئة البناء» في مركزتدريب الدكتوراة.

## النشأة والتعليم
درست عبير الطلاع في جامعة برستل. وأكملت دراسة الماجستير والدكتوراة في جامعة كامبريدج، وكانت دراستها حول استجابات الإجهاد والانفعال للكاولين. أما بحثها في الماجستير فكان عن تباين خواص الطين. حصلت على درجة الدكتوراة «الاستجابة النفاذية والإجهاد للكاولين» عام 1987.بعد تخرجها عملت في شركة أوف أروب وشركاه كمهندسة جيوتقنية. شاركت في بناء محطة السكك الحديدية تشارينغ كروس ومحطة سكة حديد لودغيت هيل. انضمت إلى جامعة برمنغهام كمحاضرة عام 1991.

## البحث
عادت عبير الطباع إلى جامعة كامبريدج عام 1997 وأصبحت زمل في كلية سيدني سسيكس (كامبردج). ركّز عملها على تطوير وفحص المواد اللازمة للهندسة المدنية، وهي مهتمّة بالبنية التحتية منخفضة الكربون ومعالجة الأراضي الملوثة. كما تعمل على تقنية مزج التربة ومعالجة المياه. وقد طوّرت تقنيات جديدة لتوصيف التربة. لها أكثر من 300 منشور. عام 2003، حلصت على ميدالية معهد المهندسين المدنيين لعملها في مجال مزج التربة لخمسة سنوات في غرب درايتون.
شاركت عبير الطباع في مشروع مجلس أبحاث العلوم الفيزيائية والهندسية التي بلغت كلفته 1.67 مليون جنيه إسترليني، والذي أنشأ «مركز جودة مواد البناء الذكية» لتقليل تكلفة صيانة البنى التحتية في المستقبل. تبع المشروع منحة لبرنامج EPSRC المعني بدراسة مواد مرنة للحياة. من بين مواد المحاكاة الحيوية الأخرى، التطوير التشاركي للخرسانة التي تعالج نفسها بنفسها. تحدثت عبير الطباع عن أعمالها في المنتدى الاقتصادي العالمي عام 2016.

### العمل الأكاديمي
كانت عبير الطباع تكتب ل المهندس المدني الجديد. كما شاركت في لجنة الجمعية الجيوتقنية البريطانية التنفيذية واللجنة الاستشارية الجيوتقنية لمعهد المهندسين المدنيين واللجنة الاستشارية للتحسينات المؤثرة.عام 2014، أصبحت عبير مديرة البنية التحتية المستقبلية وبيئة البناء في مركز تدريب الدكتوراة. كما عملت في هيئة تحرير مجلة الجمعية الأمريكية للمهندسين المدنيين لمواد الهندسة المدنية. وهو ممثلة بريطانيا في برنامج «التعافي الذاتي كإصلاحٍ وقائي للهيكل الخرساني» التابع للتعاون الأوروبي في العلوم والتكنولوجيا. أنتخبت زميل في معهد المهندسين المدنيين عام 2014، اعترافاً بمساهماتها الهمهة في البحث والتعليم في الهندسة المدنية. عام 2016، شاركت مع مجموعة من الأكاديميين من جامعة كامبريدج في الكتابة لصحيفة ديلي تلغراف لتأكيد الحاجة لتمويل أوروبي للبحث العلمي.

### الكتب
2010 اتجاهات سقوط الأمطار في الهند وتأثيرها على تآكل التربة
2005 الاستقرار\التعامل مع التصليب وعلاجه